# Prochoerodes pilosa
Prochoerodes pilosa är en fjärilsart som beskrevs av W. Warren 1897. Prochoerodes pilosa ingår i släktet Prochoerodes och familjen mätare. Inga underarter finns listade i Catalogue of Life.